# Andrea Gmür-Schönenberger
Andrea Gmür-Schönenberger (Wattwil, 17 juli 1964) is een Zwitserse politica voor de Christendemocratische Volkspartij (CVP/PDC) uit het kanton Luzern. Zij zetelt sinds 2019 in de Kantonsraad.

## Biografie
Andrea Gmür-Schönenberger studeerde Franse en Engelse letterkunde aan de Universiteit van Fribourg, waar ze in 1989 haar diploma behaalde.
Van 2007 tot 2015 was ze lid van de Grote Raad van Luzern. Bij de parlementsverkiezingen van 18 oktober 2015 geraakte Gmür-Schönenberger voor de eerste maal verkozen op federaal vlak toen ze werd verkozen in de Nationale Raad.
Op 29 januari 2019 werd zij naar voren geschoven als kandidaat-Kantonsraadslid, in opvolging van Konrad Graber, die zich niet meer herkiesbaar zou stellen voor de parlementsverkiezingen van 20 oktober 2019. Bij deze verkiezingen was ze zowel kandidaat voor de Nationale Raad als voor de Kantonsraad. In de verkiezingen voor de Nationale Raad werd ze verkozen, terwijl ze in de verkiezingen van de Kantonsraad na zittend Kantonsraadslid Damian Müller (FDP/PLR) op de tweede plaats eindigde, zij het evenwel zonder de vereiste absolute meerderheid. Daar zij in de tweede ronde de enige kandidate was, werd zij stilzwijgend verkozen. Daarmee maakte ze op 2 december 2019 de overstap naar de Kantonsraad.
Op 17 januari 2020 werd Gmür-Schönenberger verkozen als fractieleidster van de Centrumfractie (met daarin de centrumpartijen de Christendemocratische Volkspartij (CVP/PDC), de Evangelische Volkspartij (EVP/PEV) en de Burgerlijk-Democratische Partij (BDP/PBD)) in de Bondsvergadering als opvolgster van Filippo Lombardi, die niet herverkozen geraakte bij de verkiezingen van oktober 2019. Ze haalde het daarbij van lid van de Nationale Raad Leo Müller. Bij haar verkiezing tot fractieleidster gaf ze aan dat in deze functie het klimaatdossier, de verhouding met de Europese Unie en gezondheidszorg haar prioriteiten zouden zijn.

## Persoonlijk
Andrea Gmür-Schönenberger is gehuwd met Philipp Gmür, die topman is bij verzekeraar Helvetia. Ze is een dochter van Jakob Schönenberger die tussen 1979 en 1991 eveneens lid was van de Nationale Raad. Felix Gmür, de bisschop van Bazel, is haar schoonbroer.